# Costas de Pereira
Costas de Pereira, auch als Mevir Costas de Pereyra bezeichnet, ist eine Ortschaft in Uruguay.

## Geographie
Costas de Pereira befindet sich auf dem Gebiet des Departamento San José in dessen Sektor 5 in der Cuchilla Pereira. Ansiedlungen in der Nähe sind im Nordwesten La Boyada und im Südosten Rincón del Pino. Östlich des Ortes entspringt der Arroyo Juncal.

## Infrastruktur
Durch den Ort führt die Ruta 1.

## Einwohner
Die Einwohnerzahl von Costas de Pereira beträgt 134 (Stand: 2011), davon 69 männliche und 65 weibliche. Für die vorhergehenden Volkszählungen der Jahre 1963, 1975, 1985 und 1996 sind beim Instituto Nacional de Estadística de Uruguay keine Daten erfasst worden.
| Jahr | Einwohner |
| ---- | --------- |
| 2004 | 88        |
| 2011 | 134       |

Quelle: Instituto Nacional de Estadística de Uruguay